# Cozy Cole
Pour les articles homonymes, voir Cole.
William Cole (alias Cozy Cole), né le 17 octobre 1909 à East Orange (New Jersey) et mort le 9 janvier 1981 à Columbus (Ohio), est un percussionniste. 

## Biographie
Cozy Cole a étudié la théorie musicale et la percussion classique. Percussionniste typé  middle jazz, Cozy Cole participe à de nombreuses séances d’enregistrement, soit comme sideman, soit comme leader.
Il a enregistré un super 45T en 1959, Topsy turv, qui comporte de longues improvisations de batterie.